# 北京公交1路
北京公交1路，常称作大1路，是北京市的一条公交车线路，主要经过长安街及其沿线，西起老山公交场站，东至四惠枢纽站，全程约26公里，共设27座车站，目前由北京公交集团第四客运分公司运营。
1路是北京市一条极为重要的公交线路，也是北京城区最繁忙、深受市民依赖的公交线路之一，工作日的日均客流可达7万人次，被誉为“长安街上的城市之舟”。

## 历史
1路公交车始于民国24年（1935年），当时的路径是朝阜大街一线，由朝阳门至阜成门，七七事变后停驶。1946年重新设置由前门至交道口的线路，平津战役前停驶，1950年恢复此线并向北延长至安定门；1951年向南延长至广安门；1958年改从交道口向东至东直门，1959年恢复；于1960年停驶:182-183。
1961年7月5日新辟从公主坟至八王坟的公交线路，为现在的1路车的雏形。1971年在北京站至象来街（今长椿街）间改走前三门大街，1973年4月15日恢复原线:183，1975年9月开始使用北京公共汽车大修厂利用斯柯达706RTO、RT开发的BG670型17米柴油铰接客车:167:16，1979年底开始使用北京市汽车修理四厂新造的BK670型铰接客车:22。
1994年，1路开始使用曾用于第六届远南残疾人运动会的BK6180型18米级铰接客车:170-171，1995年3月25日延长至六里桥北里:183，1999年9月更换为BK6111CNG型压缩天然气单机客车，同时由原公汽三场划归第六客运分公司:64。
2009年与同样主要在长安街行驶的4路合并，起点改至靛厂新村，原1路路线改为1路区间。区间车于次年取消，改为大站快车。
2014年起点由靛厂新村西移至老山公交场站，与此同时另一条横贯长安街的线路728路西端缩短至大北窑东并改号为626路。
2016年5月23日，1路双向新增“永定路口东”、“沙沟路口西”、“东翠路口”、“万寿路口西”四个站点。同年6月26日，由于原第四客运分公司与原第六客运分公司合并为新第四客运分公司，1路划归新成立的客四分公司。

## 配车
1路自开通以来，曾先后使用过北京BG670、BK670、北客京华BK6180、BK6111CNG、丹东黄海DD6180S01、DD6181S02等车型。2012年起，1路所用的大部分车辆使用北汽福田BJ6180C8CTD型液化天然气铰接客车，是为1路首款批量使用的一级踏步车辆，其中620682号车（现40214682号车）为样板车，车队编号源自1990年代1路的3682车组（当时是第一批全国青年文明号车组）。另外，青年汽车的JNP6181GVC型也曾担当该线路。
2017年10月22日，由广通汽车（银隆新能源）生产的GTQ6186BEVBT3纯电动客车开始担当1路车，这也是北京首批投入普通公交线路运营的18米纯电动通道车，首批共有10辆新车投入运行。新车采用了大容量、宽通道的结构设计，载客量可达130人。新车的车厢地板与站台齐平，车辆还设有照顾残疾乘客的无障碍踏板，并配有PM2.5自动过滤净化系统、360度安全预警系统以及360度车道偏离预警系统，这是北京公交线路首次配备上述系统。因公交车使用大红色、间杂白色条纹，加上采用仿生海豚造型，故该车被称为“中国红”和“大紅鱼”。北京公交集团还计划将担当该线路的液化天然气公交车全部替换为该款车型，2020年完成统型。然而截至2025年2月，1路亦有少数同为广通生产的GTQ6121BEVBT3型单机客车（配属夜1路）运营，也偶尔会出现福田BJ6129EVCA-N1型单机客车（由同样从老山公交场站始发的专215路套跑）。

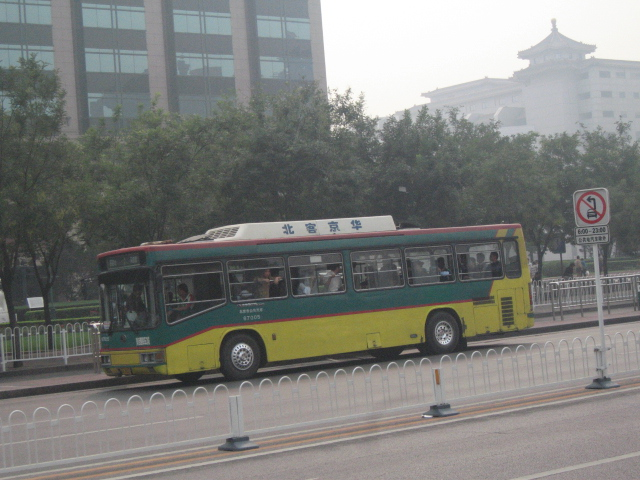
1路1999至2005年使用的BK6111CNG型压缩天然气单机车
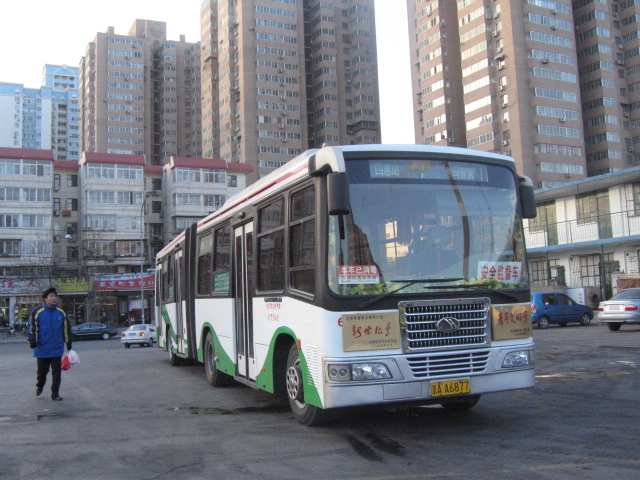
1路曾使用BK6141CNGA型压缩天然气铰接车
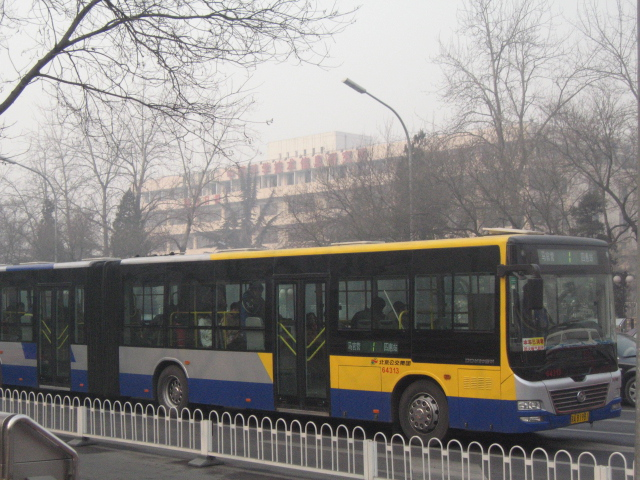
1路2005至2006年使用的DD6180S01型前置柴油铰接车
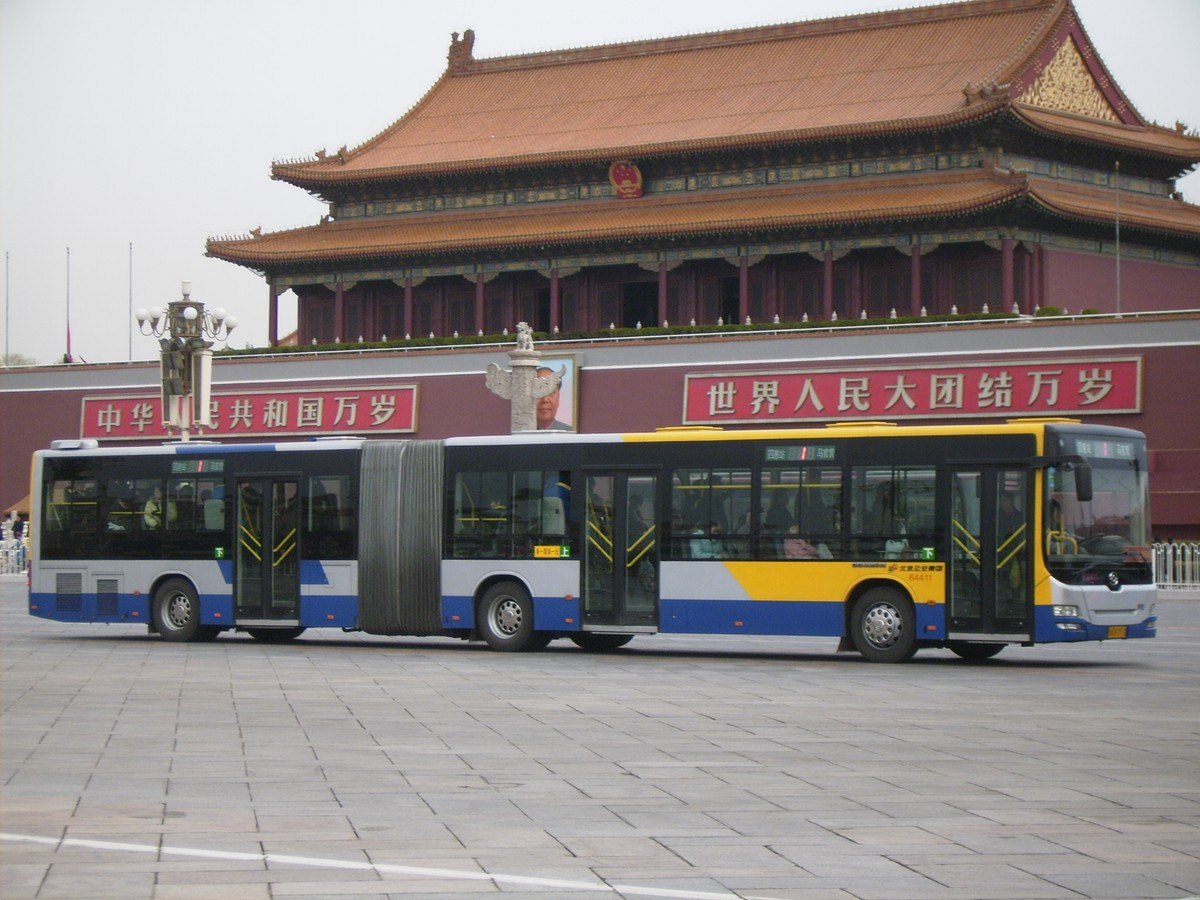
1路2006至2012年使用的DD6181S02型后置柴油铰接车
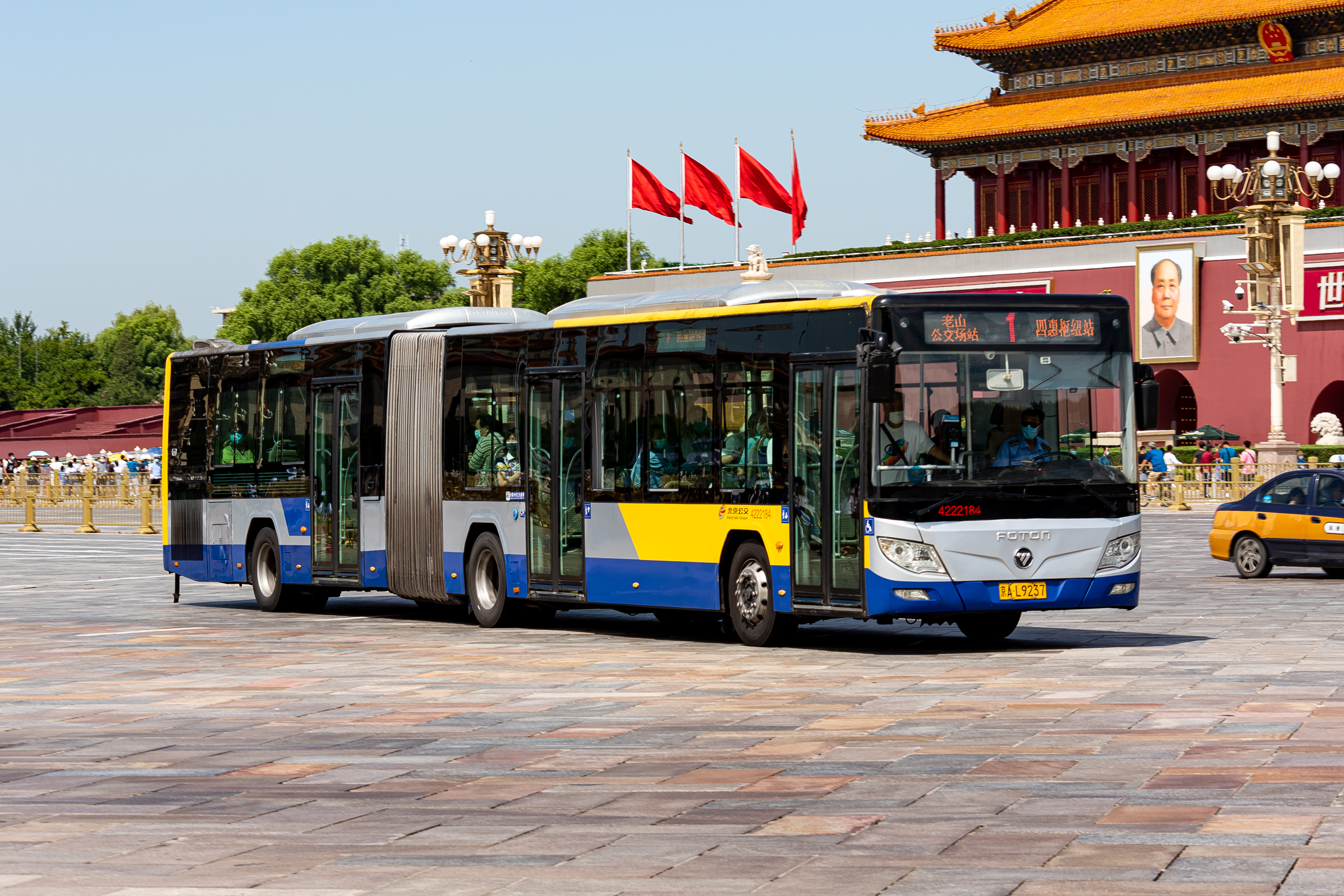
1路2012至2020年使用的BJ6180C8CTD型液化天然气铰接车
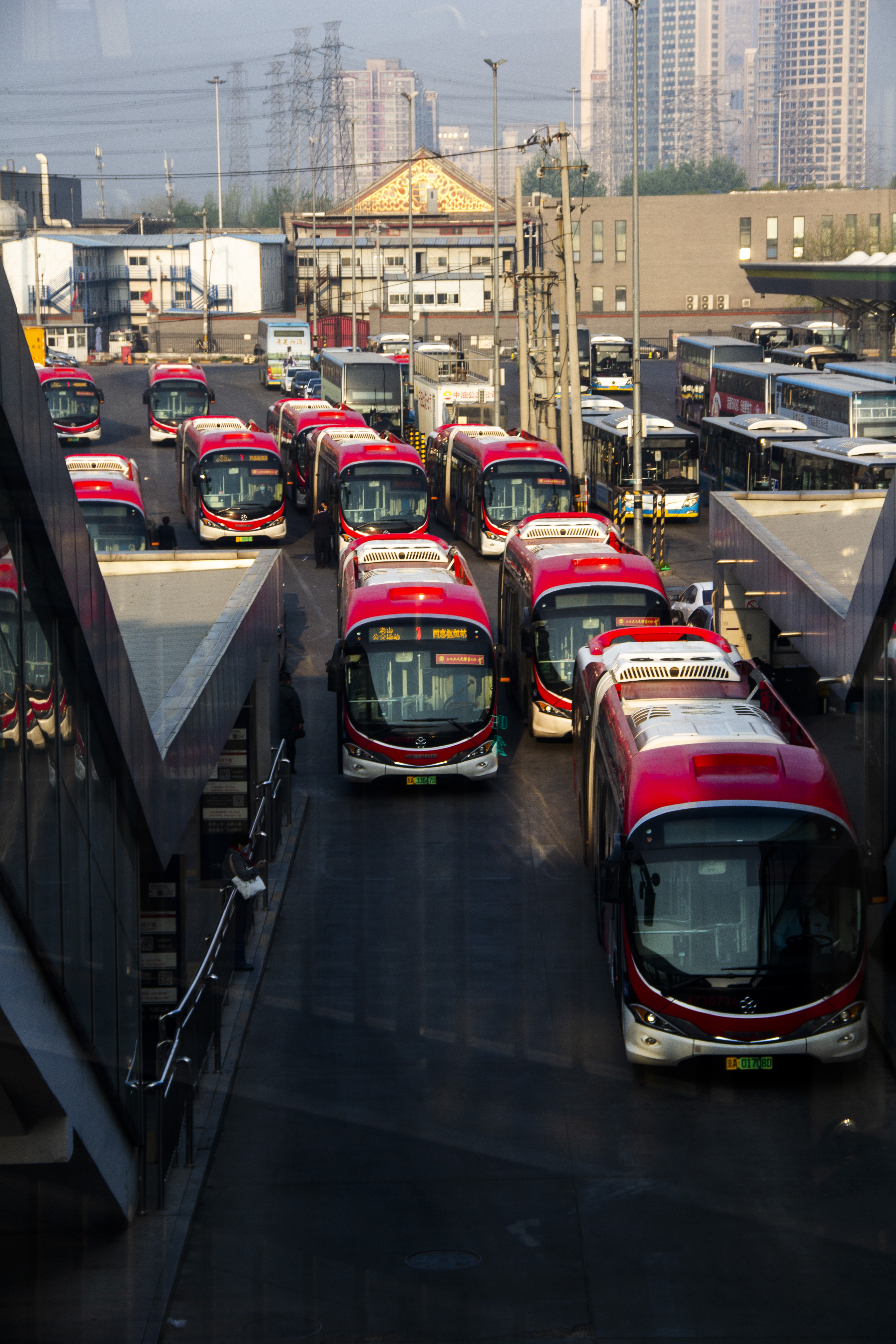
四惠交通枢纽停靠的1路汽车
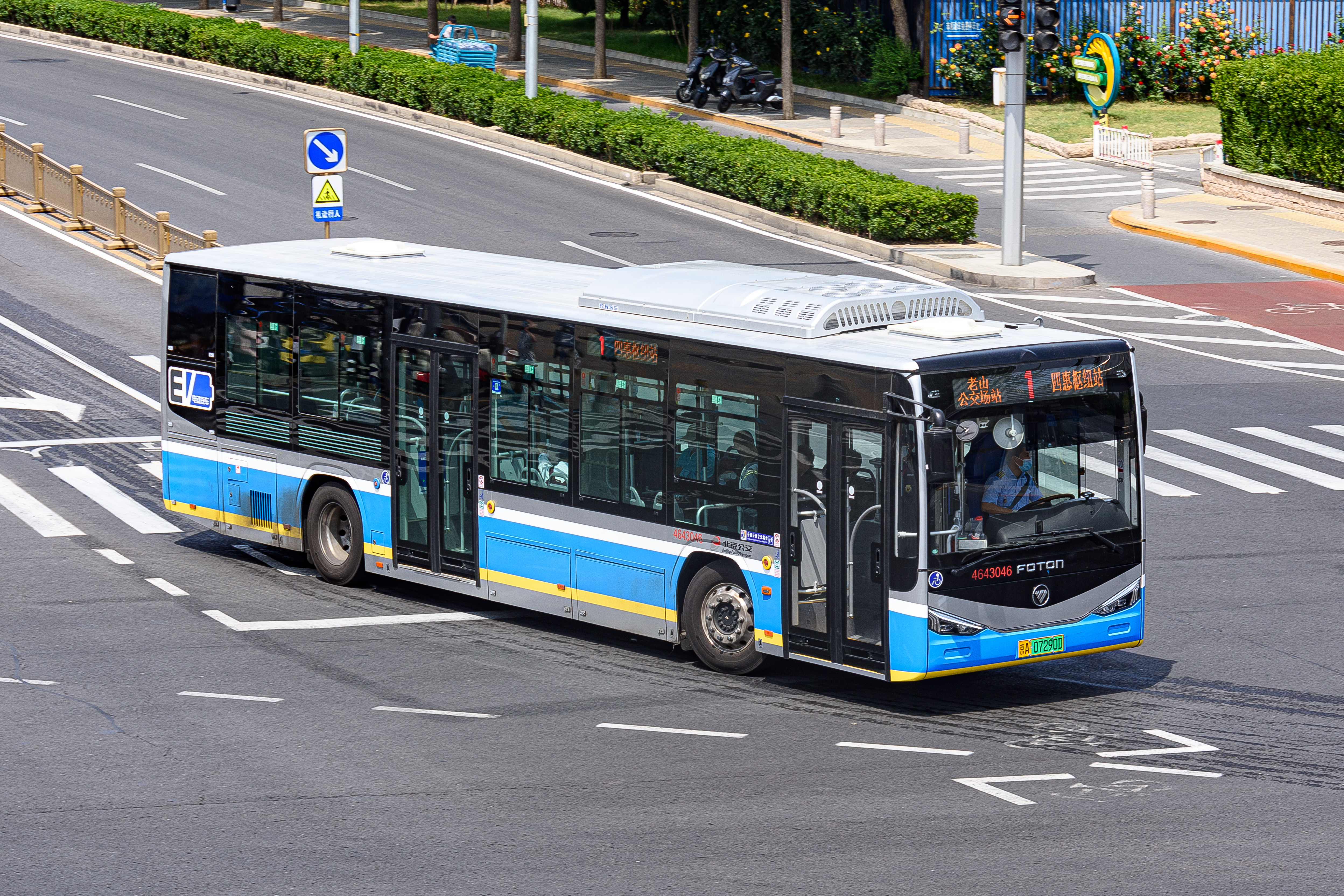
套跑1路的BJ6129EVCA-N1型纯电动单机车
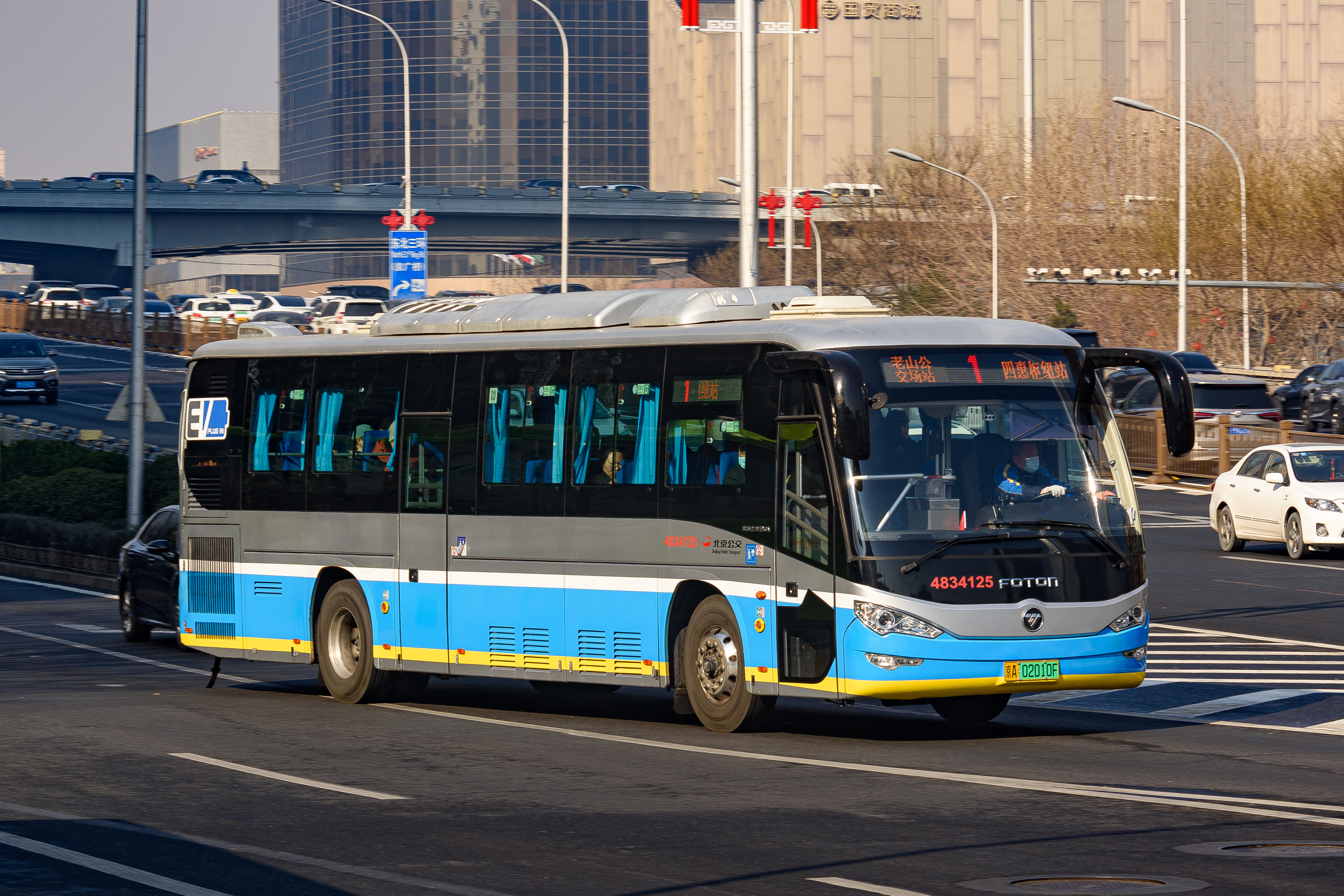
套跑1路的BJ6127SHEVCA型插电式混合动力单机车

## 沿线站点及周边设施
| 车站名称        | 车站名称          | 行政区划 | 地鐵換乘            | 地鐵換乘   | 鄰近地標及周边设施                      |
| 四惠枢纽站 方向 | 老山公交场站 方向 | 行政区划 | 地鐵換乘            | 地鐵換乘   | 鄰近地標及周边设施                      |
| --------------- | ----------------- | -------- | ------------------- | ---------- | --------------------------------------- |
| 老山公交場站    | 老山公交場站      | 石景山区 |                     |            | 老山城市休闲公园                        |
| 老山南路東口    |                   | 石景山区 |                     |            |                                         |
| 地鐵八寶山站    | 地鐵八寶山站      | 石景山区 | █ 1号线             | 八宝山     | 北京台灣街                              |
| 八宝山          | 八宝山            | 石景山区 |                     |            | 石景山万达广场、八宝山革命公墓          |
| 玉泉路口西      | 玉泉路口西        | 石景山区 | █ 1号线             | 玉泉路     |                                         |
| 永定路口東      |                   | 石景山区 |                     |            |                                         |
| 五棵松橋西      | 五棵松橋西        | 海淀区   | █ 1号线             | 五棵松     | 中國人民解放軍總醫院                    |
| 沙溝路口西      |                   | 海淀区   |                     |            |                                         |
| 東翠路口        |                   | 海淀区   |                     |            |                                         |
| 萬壽路口西      | 萬壽路口西        | 海淀区   | █ 1号线             | 万寿路     |                                         |
| 翠微路口        | 翠微路口          | 海淀区   |                     |            | 翠微百貨（公主墳店）                    |
| 公主墳          | 公主墳            | 海淀区   | █ 1号线、 █ 10号线  | 公主坟     | 北京城鄉貿易中心                        |
| 軍事博物館      | 軍事博物館        | 海淀区   | █ 1号线、 █ 9号线   | 军事博物馆 | 中國人民革命軍事博物館                  |
| 木樨地西        | 木樨地西          | 海淀区   | █ 1号线 、 █ 16号线 | 木樨地     |                                         |
| 工會大樓        | 工會大樓          | 西城区   |                     |            | 全國總工會大樓                          |
| 南禮士路        | 南禮士路          | 西城区   | █ 1号线             | 南礼士路   |                                         |
| 復興門內        | 復興門內          | 西城区   | █ 1号线、 █ 2号线   | 复兴门     | 北京金融街、北京復興門百盛購物中心      |
| 西單路口東      | 西單路口東        | 西城区   | █ 1号线、 █ 4号线   | 西单       | 西單商業區、北京圖書大廈                |
| 天安門西        | 天安門西          | 西城区   | █ 1号线             | 天安门西   | 天安門廣場、國家大劇院、毛主席紀念堂    |
| 天安門東        | 天安門東          | 东城区   | █ 1号线             | 天安门东   | 天安門廣場、中國國家博物館              |
| 東單路口西      | 東單路口西        | 东城区   | █ 1号线、 █ 5号线   | 东单       | 王府井大街、東方新天地                  |
| 北京站口東      | 北京站口東        | 东城区   |                     |            | 北京火車站                              |
| 日壇路          | 日壇路            | 朝阳区   |                     |            | 北京使館區                              |
| 永安里路口西    | 永安里路口西      | 朝阳区   | █ 1号线             | 永安里     | 秀水街                                  |
| 大北窯西        | 大北窯西          | 朝阳区   | █ 1号线、 █ 10号线  | 国贸       | 國貿CBD、建外SOHO                       |
| 大北窯東        | 大北窯東          | 朝阳区   | █ 1号线、 █ 10号线  | 国贸       | 中國尊、中央電視台總部大樓、北京電視台  |
| 郎家園          | 郎家園            | 朝阳区   |                     |            | CBD萬達廣場                             |
| ↓               | 八王墳西          | 朝阳区   | █ 1号线、 █ 14号线  | 大望路     | 北京SKP、金地中心、華貿中心、SOHO現代城 |
| 四惠樞紐站      | 四惠樞紐站        | 朝阳区   | █ 1号线             | 四惠       | 四惠交通樞紐                            |